# Piercia bryophilaria
Piercia bryophilaria är en fjärilsart som beskrevs av W. Warren 1903. Piercia bryophilaria ingår i släktet Piercia och familjen mätare. Inga underarter finns listade i Catalogue of Life.